# Сканавино, Эмилио
Эмилио Сканавино (итал. Emilio Scanavino; 28 февраля 1922[…], Генуя — 28 ноября 1986, Милан) — итальянский художник и скульптор.

## Ранний период жизни
Сканавино родился в Генуе. В 1938 году он поступил в художественную школу Николо Барабино, где встретил Марио Калонги, который преподавал в школе и оказал большое влияние на художественное образование Сканавино. В 1942 году он провел свою первую выставку в Salone Romano of Genoa. В том же году он поступил на архитектурный факультет Миланского университета. В 1946 году он женился на Джорджине Граглие.
В 1947 году Сканавино переехал в Париж, где встретился с поэтами и художниками, такими как Эдуард Ягер, Вольс и Камиль Брайен. Этот опыт оказался вдохновляющим. Свои художественные поиски он начал в кубизме, который он представил в личной интерпретации, первую выставку представил в галерее Изола в Генуе в 1948 году. В 1950 году Сканавино и Рокко Боррелла присоединились к художественной группе «I sette del Numero», вращающейся вокруг галереи Numero во Флоренции. В том же году он был приглашен на 27-е Венецианское биеннале, а в 1951 году у него была выставка со скульптором Сарой Джексон в галерее Apollinaire в Лондоне.

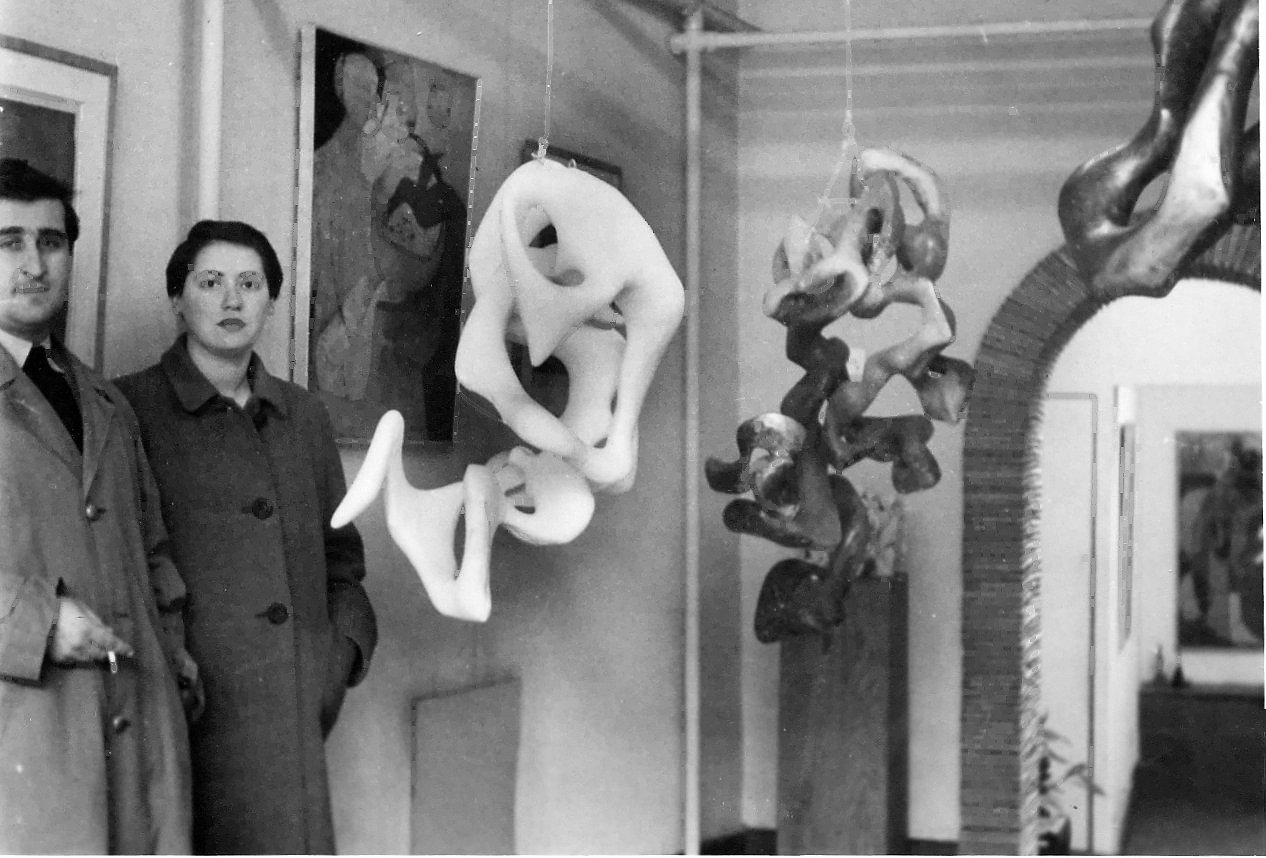
Эмилио Сканавино и Сара Джексон в Лондоне, 1951

Во время своего пребывания в Лондоне Сканавино встречался с Филиппом Мартином, Эдуардо Паолоцци, Грэхэмом Сазерлендом и Фрэнсисом Бэконом. В том же году он открыл свою первую студию в Милане на чердаке в Форо Бонапарт. Критик Гвидо Балло и дилеры Гвидо Ле Ночи и Артуро Шварц были первыми покупателями его работ.
В 1952 году Сканавино работал на керамической фабрике Marzotti в Альбиссола Марина, где он познакомился и подружился многих художников, в том числе Лючо Фонтана, Асгером Йорном, Гильомом Баверло, Роберто Маттай, Вифредо Ламом, Джузеппе Кэпогросси, Энрико Байом, Робертом Криппой, Джанни Дова, Адженоре Фаббри и Алиги Сассу .
В 1954 году он снова участвовал в Венецианской биеннале, а в 1955 году получил премию Грациано. В 1958 году он выиграл приз Лиссоне и приз Прамполини за персональную выставку на Венецианской биеннале. В том же году он переехал в Милан, где присоединился к галерее Навильо, куратором которой был Карло Кардаццо, с которым он установил дружеские и плодотворные рабочие отношения. В Милане он также познакомился с коллекционером произведений искусства Джанни Малабарба, с которым завел крепкую дружбу.

## Поздняя жизнь
В 1962 году Сканавино купил старый дом в Калице-Лигуре, который он позже преобразовал в студийное помещение. В 1963 году, после выигрыша премии Специя, Сканавино узнал о внезапной смерти Карло Кардаццо. Брат Кардаццо, Ренато, продолжал управлять Галереей Навильо, но потеря Карло оказала огромное влияние на жизнь Сканавино. После участия в четвертый раз в Венецианской биеннале, когда он выиграл приз Пининфарина, Сканавино окончательно переехал в Калис-Лигуре в 1968 году. В 1970 году он выиграл Гран-при на 10-й Ментонской биеннале и встретился с Франко Кастелли, тогдашним редактором L’uomo e l’Arte, который стал одним из его ближайших друзей и сторонников.
В 1971 году Сканавино пришлось перенести серьезную хирургическую операцию. Период восстановления ознаменовал начало нового творческого этапа в его живописи. Он побывал в Бельгии, Франции и Германии, а в 1974 году в городе Дармштадт он организовал всестороннюю антологическую выставку, которая позже посетила Венецианский дворец Палаццо Грасси и Миланский королевский дворец.
В 1982 году здоровье Сканавино начало ухудшаться. Его последняя выставка была организована в 1986 году в Римском квадриеннале.
Сканавино умер в Милане 28 ноября 1986 года.

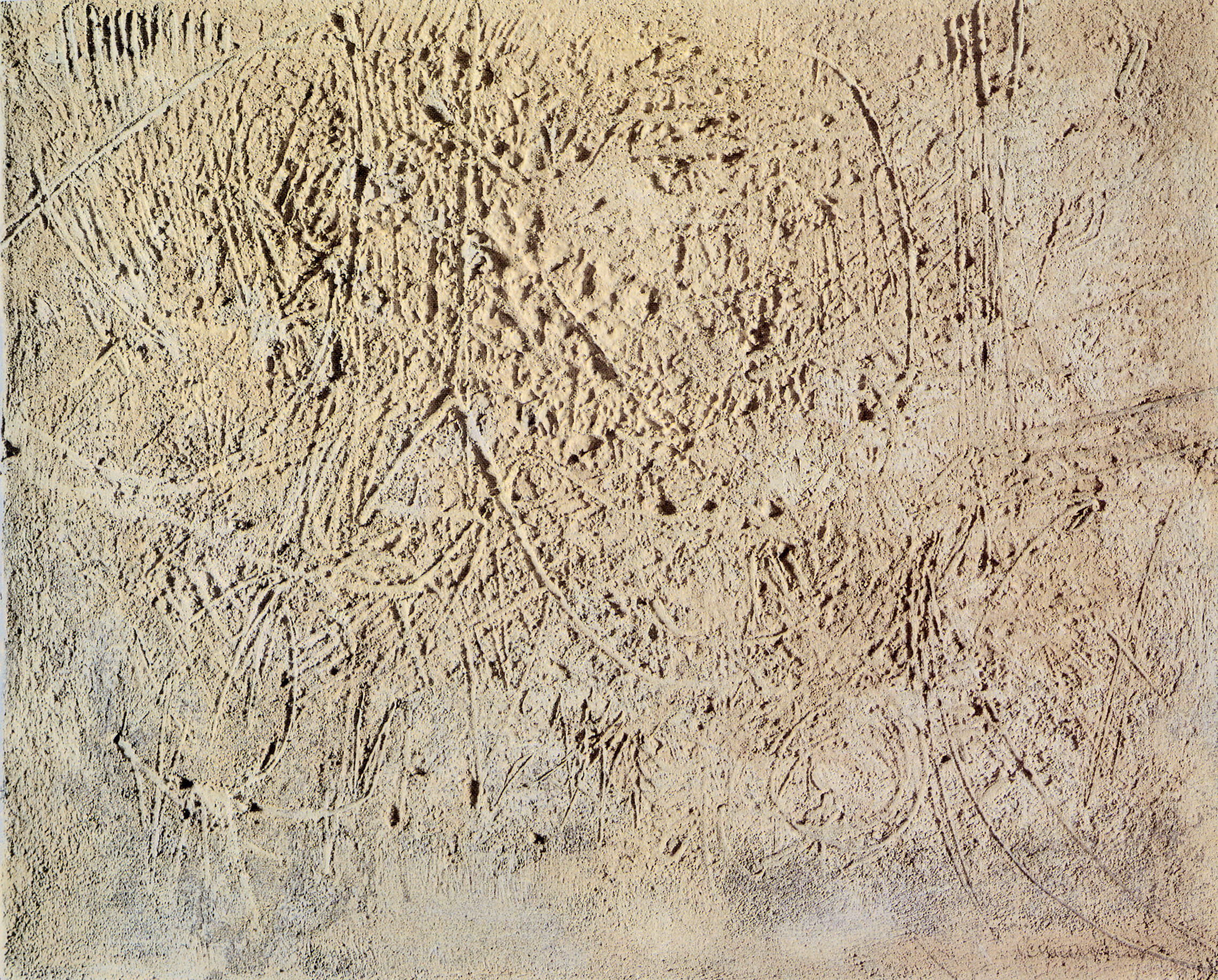
Il Muro, 1954. Холст, масло, 105 х 120 см

## Искусство
После первоначального интереса к фигуративному искусству картины Сканавино приняли нюансы пост-кубизма. Его формы становились все более стилизованными, пока не были полностью уничтожены в работах с начала 1950-х. В 1954 году начал появляться его характерный знак «стилизованный узел». В картинах конца 1970-х годов «узел» стал совершенно определенным и узнаваемым, хотя его работы стали темнее, иногда даже угрожающими из-за заметного присутствия красных пятен, напоминающих кровь. Хотя Сканавино трудно разместить в определенном художественном движении, его можно считать неофициальным абстракционистом, близкий к абстрактному экспрессионизму и искусству Ханса Хартунга и Жоржа Матье .